# Wisznice
Wisznice is een dorp in de Poolse woiwodschap Lublin. De plaats maakt deel uit van de gemeente Wisznice en telt 1700 inwoners.